# Stadion Łokomotiw w Ruse
Stadion Łokomotiw (bułg. Стадион „Локомотив“) – stadion wielofunkcyjny w Ruse, na którym głównie odbywają się mecze piłkarskie. Swoje mecze rozgrywa na nim zespół FK Ariston.